# متين غوراك
متين غوراك (20 أغسطس 1960) قائد عسكري تركي يشغل الآن منصب رئيس الأركان العامة للجيش التركي منذ 3 أغسطس 2023.  تولى قبلها قيادة الجيش الثاني للفترة 2020-2023.

## الحياة والعمل العسكري
ولد في 20 أغسطس 1960 في منطقة كيزيلتيب في ماردين . تخرج في  الأكاديمية العسكرية التركية عام 1981 ومن مدرسة المدفعية والصواريخ عام 1982. تخرج في مدرسة طيران الجيش عام 1985 وأصبح طيارًا بريًا . تخرج في الكلية الحربية عام 1990 وأكاديمية القوات المسلحة عام 1996.
بعد مهامه في مختلف الوحدات والمقرات نائب قائد لواء مشاة 49 للامن الداخلي والفرقة الاولى، شغل منصب الأمين العام للجيش . رُقّي إلى رتبة عميد  عام 2006 وأصبح عميد ثاني. عين قائدا للواء المدرعات. كما شغل منصب رئيس قسم الاتصالات بهيئة الأركان العامة برتبة عميد. وأثناء قيامه بهذا الواجب ، عقد اجتماعات إعلامية أسبوعية نيابة عن القوات المسلحة التركية حول محاكمات إرغينكون وخطة المطرقة وغيرها من القضايا المتعلقة بالقوات المسلحة التركية.        
رُقّي إلى رتبة لواء عام 2010. في هذه الرتبة ، شغل منصب قائد الكلية الحربية للجيش بين عامي 2010-2013 ، ومدرسة طيران الجيش بين 2013-2014 ، وقيادة طيران الجيش بين 2014-2015. في عام 2015 رُقّي إلى رتبة فريق وعُيّن قائداً للفيلق الرابع.

### محاولة انقلاب 15 يوليو
قبل محاولة الانقلاب في 15 يوليو / تموز ، حوالي الساعة 18.30 ، ذهب إلى مدرسة الوحدات المدرعة وقسم التدريب في إتيمسجوت بأمر رئيس الأركان العامة ، الجنرال خلوصي أكار ، الذي يقضي بعدم تحرك أي دبابات ، فعاد أولئك الذين كانوا يتحركون إلى أقرب الوحدات، كما قام بتفتيش قيادة الطيران البري حتى لا تتمكن أي طائرة من الطيران. ذهب إلى مقر الأركان العامة حوالي الساعة 22:00 ، واعتقله الانقلابيون ونُقل إلى قاعدة أكينجي الجوية. أنقذ في اليوم التالي مع قادة آخرين.

### مناصبه العسكرية العليا
تولّى بين 2016-2017 قيادة تدريب دعم الخدمة القتالية EDOK ، وبين 2017-2018 كان رئيس أركان القوات البرية التركية ، وبين 2018-2020 ، شغل منصب الرئيس الثاني للأركان العامة للقوات المسلحة التركية . عين في 10 كانون الثاني 2020 مستشارًا عسكريًا للشؤون الليبية في القوات المسلحة التركية.

رقي إلى جنرال بأربعة نجوم (فريق أول) عام 2020 وعين في قيادة الجيش الثاني. في 24 ديسمبر 2021 ، حصل على وسام الخدمة المتميزة للقوات المسلحة التركية من وزير الدفاع الوطني خلوصي أكار لإنجازاته. عيّن في منصب رئيس الأركان العامة في 3 أغسطس عام 2023،  فأصبح أول رئيس أركان من صنف طيران الجيش يعين بهذا المنصب .
يتحدث الإنجليزية والعربية.

## الحياة الشخصية
لديه طفلان وحفيد واحد. توفيت زوجته ، زيرين غوراك ، في 23 ديسمبر 2020 عن عمر يناهز 55 عامًا في مركز تورغوت أوزال الطبي بجامعة إينونو ، حيث تلقت علاجًا للبنكرياس.